# Kuruzen

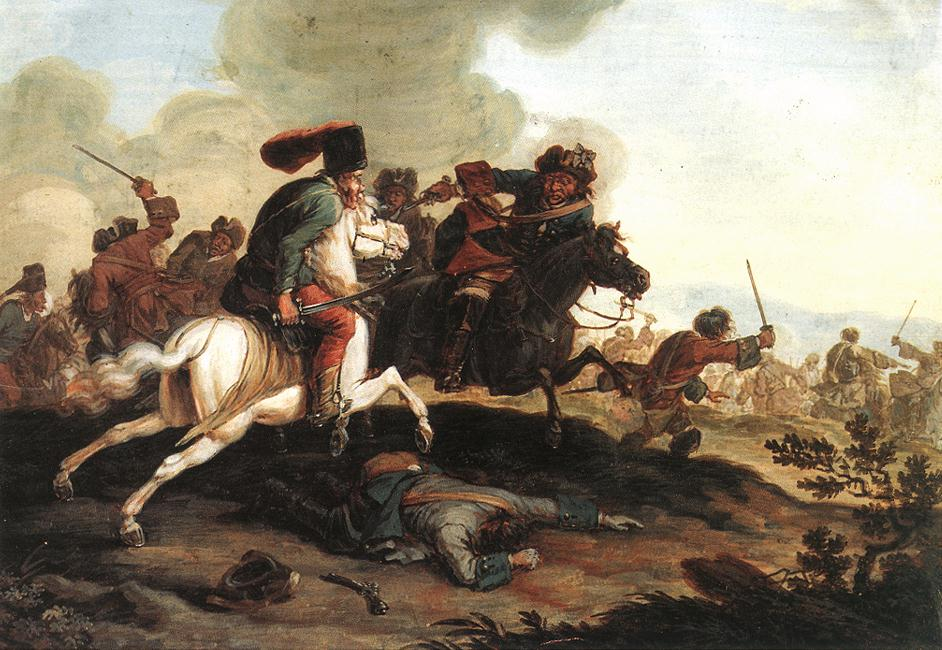
Kuruzen im Gefecht. Historienmalerei

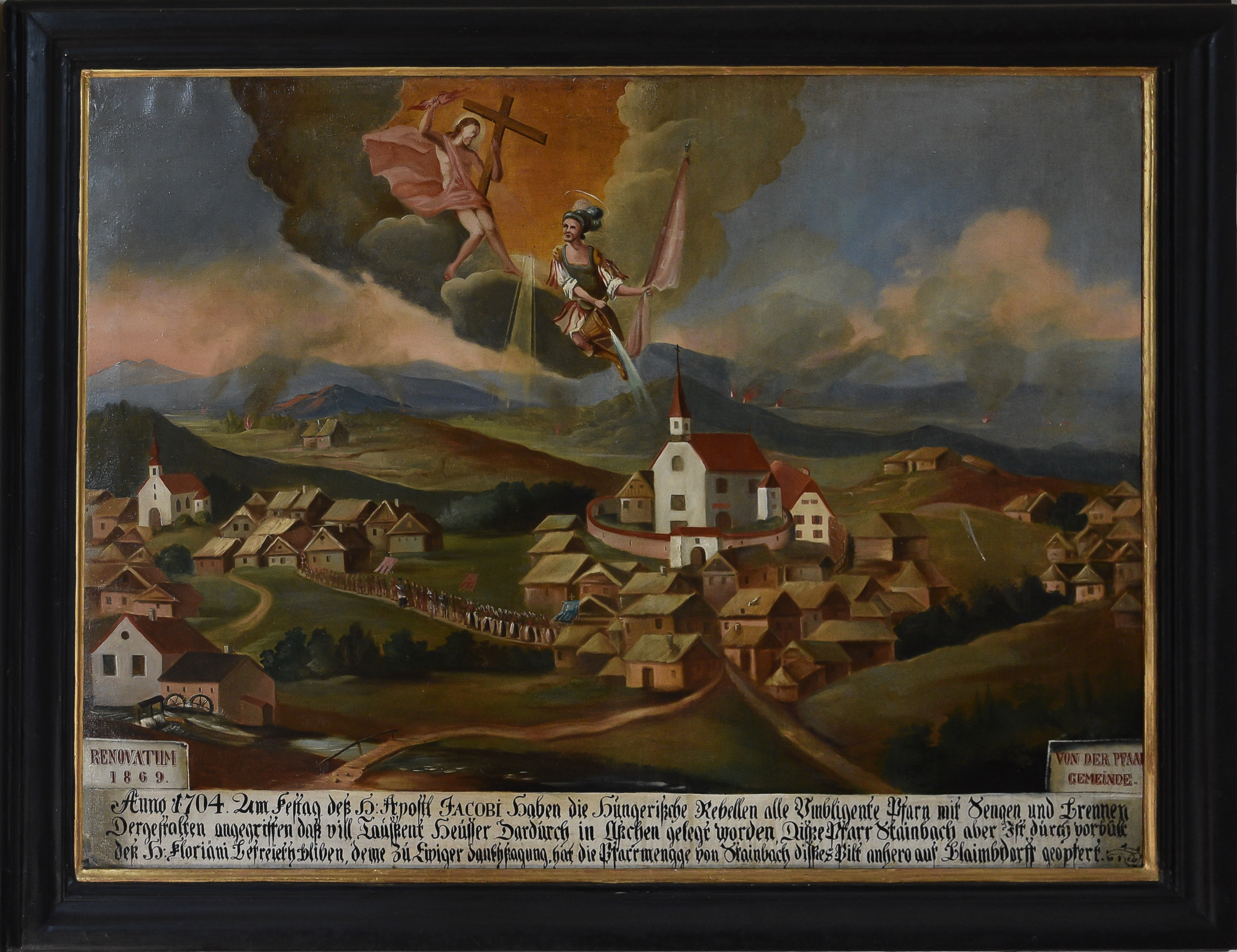
Votivbild vom Kuruzeneinfall 1704 – Großsteinbach, Steiermark

Kuruzen, auch Kuruzzen oder Kurutzen (ungarisch kuruczok/kurucok, Sg. kuruc(z), slowakisch kuruci, Sg. kuruc, rumänisch curuți, Sg. curuț), waren eine Gruppe von bewaffneten antihabsburgischen Aufständischen im Königreich Ungarn von 1671 bis 1711. Getragen vom verarmten niederen ungarischen Adel und den Bauern, eroberten sie von Siebenbürgen aus in mehreren Wellen weite Teile Ungarns und drangen wiederholt in Österreich ein, bevor sie von kaiserlichen Truppen besiegt wurden. Zeitweise wurden die Aufstände von den Türken unterstützt und fielen mit dem Großen Türkenkrieg (1683–1699) zusammen.
Der Fluch „Kruzitürken!“ zum Ausdruck des Zorns über eine unerfreuliche Entwicklung entstand als Zusammenziehung von „Kuruzen und Türken“.

## Auslöser der Kuruzenaufstände

### Vorgeschichte
Schon vor den Kuruzen gab es immer wieder Aufstände und Revolten im Osten des Habsburgerreiches. Nach György Dózsa revoltierten von 1604 bis 1645 nacheinander Stephan Bocskay, Gabriel Bethlen, Peter Császár und Georg I. Rákóczi meist mit osmanischer Unterstützung von Nordungarn oder Siebenbürgen aus. Alle diese Aufstände wurden niedergeschlagen.
Der Frieden von Vasvár 1664, bei dem Kaiser Leopold I. den Türken trotz einer türkischen Niederlage (1663–1664) weite Gebiete im Königlichen Ungarn überließ, empörte viele Adelige in Ungarn gegen die Habsburger. Es kam daher 1664–1670/71 zur Magnatenverschwörung, einer Adeligenverschwörung im Gebiet der heutigen Slowakei, Ungarns und Kroatiens gegen Habsburg, die aufgedeckt und zerschlagen wurde. Diese Verschwörer wurden aber nicht als Kuruzen bezeichnet, denn dort handelte der Hochadel des Königlichen Ungarns, unter anderen Franz Wesselényi, Petar Zrinski, Fran Krsto Frankopan, Franz I. Rákóczi und Stephan II. Thököly.
Nach der militärischen Niederschlagung der Verschwörung Wesselényis durch kaiserliche Truppen im Jahre 1670 sah die kaiserliche Regierung ihre Gelegenheit zu absolutistischen Maßnahmen. Unter der Leitung von Graf Johann von Rottal nahm im selben Jahr ein Untersuchungsausschuss in Leutschau seine Tätigkeit auf und wurde zu einem Sondergericht in Pressburg umgewandelt, der 1671 über 200 verdächtige Adlige, einschließlich protestantischer Kleriker, vorlud. Die meisten wurden wieder entlassen, einige bekamen lebenslänglich, sieben wurden hingerichtet, drei davon in Pressburg. Viele flohen bereits 1670 massenweise in das Fürstentum Siebenbürgen, einen selbständigen türkischen Vasallenstaat, oder in das von den Türken direkt besetzte Ungarn; ihre Besitztümer wurden von den Habsburgern beschlagnahmt. Betroffen waren die Familien Nádasdy, Zrinski, Thököly, Wesselenyi und andere. Darüber hinaus wurde die Gegenreformation verstärkt und die Steuern wurden deutlich angehoben. Oft erfolgte der Einsatz habsburgischer Truppen, um den Evangelischen ihre Kirchen gewaltsam zu entreißen, was diverse Unruhen hervorrief.
Den geflohenen Adeligen im Exil, die sich selber als bujdosók (ung. ‚Landflüchtlinge‘) bezeichneten, schlossen sich bald in der Hoffnung auf Beschäftigung  schlecht bezahlte sowie seit Ende 1671 wegen Rationalisierungsmaßnahmen entlassene Soldaten aus den antitürkischen Grenzfestungen sowie Untertanen aus den Städten und dem mittleren Bürgertum an. Somit war die Niederschlagung der Verschwörung erst der Auslöser der blutigen Kuruzenaufstände.

### Begriffsbedeutung
Die Herkunft des Namens ist zum Teil umstritten:
1. Gemäß dem Pallas Lexikon (1893–1897) ist das Wort wie viele andere militärische Fachausdrücke im Ungarischen türkischen Ursprungs. Khurudzs bedeute demnach „Aufständischer“ und „Insurgent“. Dies entspricht der gängigen ungarischen Meinung. Möglich wäre auch die Verwandtschaft des Wortes mit dem türkischen koruyucu, welches „Beschützer“ bedeutet.
2. Nach einigen Historikern ist die Bezeichnung vom lateinischen crux, cruciatus („Kreuz“, „Kreuzigung“) abgeleitet und bezeichnete entsprechend ursprünglich im 15. Jahrhundert allgemein die Kreuzzugteilnehmer (Kreuzträger) und auch die Kreuzzugteilnehmer des György Dózsa im Königreich Ungarn, die sich 1514 erhoben hatten.
3. Dagegen wird eingewendet, dass „Kreuzfahrer“ oder „Kreuzzugsteilnehmer“ auf Ungarisch „Keresztes“ heißen. Der Name „Kuruzen“ leitet sich demnach von dem ungarischen Eigenschaftswort „kuruc“ her, welches „schneidig, widerborstig, aufrührerisch“ bedeutet.

Nachdem sich jedoch 1514 die arme Bevölkerung des Königreichs, die ursprünglich als Kreuzzugteilnehmer-Kuruzen versammelt worden war, im heutigen Ungarn und der Südslowakei mit dem Aufstand von György Dózsa, dem  Ungarischen Bauernaufstand, gegen den Adel aufgelehnt hatte, gewann der Begriff eine neue Bedeutung. Er stand für Rebellen, Aufständische u. ä. Gleich nach Dózsas Aufstand trat der Begriff in den Hintergrund und wurde erst in den 60er Jahren des 17. Jahrhunderts wieder aufgegriffen. Er tauchte dann wieder als kurus, kuroc oder kurudsch mit der Bedeutung Räuber, Bandit auf.
Der Begriff wurde 1671 von Meni, dem Beglerbeg Pascha von Eger, zur Bezeichnung der überwiegend adligen Flüchtlinge nach der Magnatenverschwörung aus dem Gebiet der Slowakei, die damals das habsburgische Gebiet „Königliches Ungarn“ war, verwendet. Danach bürgerte sich der Name schnell ein und wurde 1671–1711 in ungarisch-, slowakisch- und türkischsprachigen Texten als die Bezeichnung für Aufständische im Königlichen Ungarn und dem nördlichen Großfürstentum Siebenbürgen gebraucht. Es handelte sich dabei um die letzte Phase der seit 1604 andauernden antihabsburgischen Aufstände (1604–1711), die sich bis auf den Aufstand von Franz II. Rákóczi fast ausschließlich auf dem Gebiet der heutigen Slowakei abspielten. Franz II. Rákóczi selbst verwendete den Namen jedoch nicht, und statt des Begriffes Kuruzen gebrauchten die damaligen Quellen oft auch das Wort die Malcontenten (französisch ‚Unzufriedene‘, ‚Aufständische‘).
In den heutigen Geschichtstexten wird der Begriff Kuruzen fast nur in dieser letzten Bedeutung verwendet. Der Gegenbegriff zu Kuruzen waren seit 1526, häufiger seit 1678, die Labanzen.
Während des Rákóczi-Aufstandes wurde in der Steiermark, Niederösterreich und dem heutigen Burgenland die Kuruzzenschanze errichtet, ein System von Palisaden und Erdwällen, deren Überreste heute unter Denkmalschutz stehen. Der Fehringer Kuruzzenkogel, eine ehemalige Kreidfeuerstation, erhielt seinen Namen nach den Aufständischen.

## Übersicht

### Gliederung der Aufstände

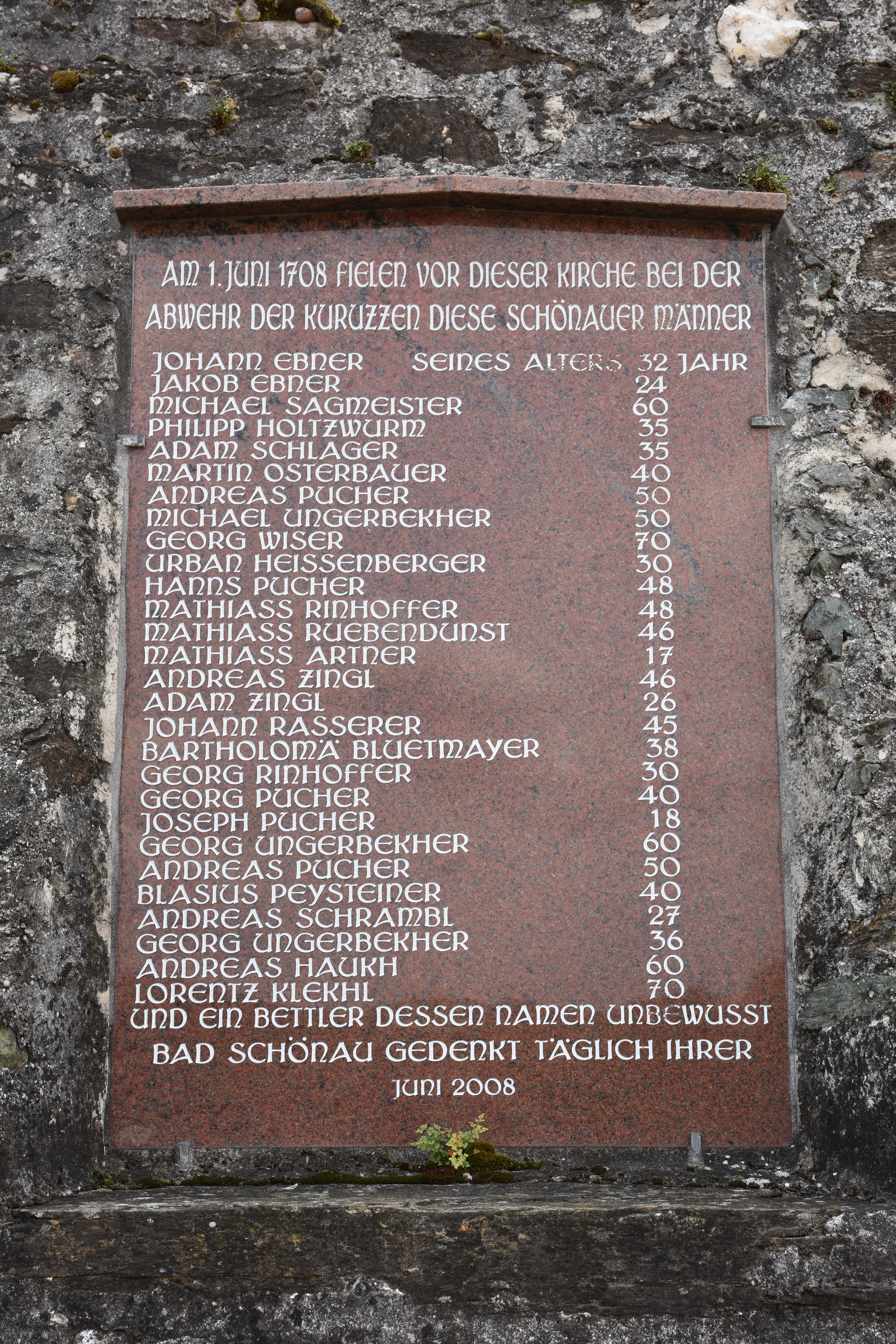
Gedenktafel für 1708, Pfarrkirche Bad Schönau

Die Kuruzenaufstände sind eine Sammelbezeichnung für folgende Aufstände:
- Erster Kuruzenfeldzug (1672)
- Kuruzen-Partisanenkrieg (1672–1678)
- Aufstand von Emmerich Thököly, auch Kuruzenaufstand oder Zweiter Kuruzenfeldzug (1678–1687/88)
- Kleinere Aufstände in Prešov/Eperies und Tokaj (1697)
- Aufstand von Franz II. Rákóczi, auch Kuruzenkrieg, Freiheitskampf des Franz II. Rákóczi (1703–1711)

Als Kuruzenaufstand wird in der deutschsprachigen Literatur oft fälschlicherweise der Zeitraum 1671/72–1680 bezeichnet. 1680 wurde Thököly zwar offiziell Kuruzen-Anführer, de facto jedoch bereits 1678. Das Ende des Aufstands von Emmerich Thököly wird wiederum oft fälschlicherweise mit 1682 statt 1687/88 angegeben. 1682 wurde zwar ein Waffenstillstand unterzeichnet und Thököly wurde zum Fürsten, der Kampf mit den Kuruzen in Oberungarn (der heutigen Slowakei) ging aber parallel zum Großen Türkenkrieg intensiv weiter.

### Zusammensetzung der Aufständischen
Die Kuruzen waren überwiegend diverse geflohene Untertanen sowie Soldaten, die von den habsburgischen antitürkischen Grenzfestungen entlassen worden waren, aber auch einige Adlige, vor allem diejenigen, die 1671 nach der Magnatenverschwörung geflüchtet waren. Von der ethnischen Zusammensetzung her handelte es sich größtenteils um Slowaken, Kroaten und Ruthenen/Ukrainer, aber auch sehr viele Magyaren. Obwohl überwiegend protestantische Adelige zu den Kuruzen kamen, gab es auch viele Katholiken bei den Aufständischen.

## Die Kuruzenaufstände von 1671/72–1711

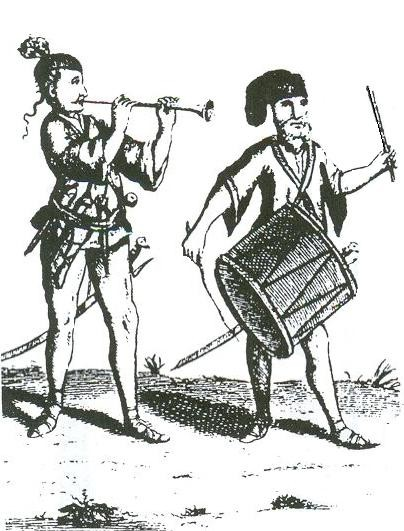
Zwei Soldatenmusiker der Kuruzen mit der Kegeloboe töröksíp und der Zylindertrommel nagydob.

### Erster Kuruzenfeldzug
Der Erste Kuruzenfeldzug begann im Frühling 1672, als die von István Petróczy, einem protestantischen Baron, und von Michael II. Teleki, dem Kanzler von Siebenbürgen, geführten und von den Osmanen unterstützten Kuruzen Teile der Ostslowakei eroberten und dort die katholischen Priester auswiesen. Im Sommer entstand zugleich der so genannte Arwa- oder Pika-Aufstand, bei dem Kuruzen unter der Führung von Gašpar Pika in die Komitate Liptau und Arwa vordrangen und mit Hilfe eines Aufstands fast der gesamten dortigen Bevölkerung im Oktober die wichtige Arwaburg eroberten. Die Kuruzen in der heutigen Ostslowakei wurden in der Schlacht von Ďurkov im Oktober und die in der Arwa im November von den habsburgischen Truppen geschlagen. Pika und 25 seiner örtlichen Anhänger wurden hingerichtet.

### Partisanenkrieg
Die Folgen der Niederschlagung dieses ersten Kuruzen-Feldzugs waren wieder verheerend. 1672–1678 folgte ein Partisanenkrieg der Kuruzen in Oberungarn, seit 1673 unter der Führung des Katholiken Paul Wesselényi, ab 1675 dann unter der Führung des evangelischen Kanzlers von Siebenbürgen, Michael Teleki. Die Anzahl der Kuruzen nahm dabei ständig zu, und die heutige Ostslowakei wurde weitgehend verwüstet. Sie wurden von Siebenbürgen sowie seit 1677 wegen eines seit 1673 dauernden Krieges Frankreichs gegen Österreich von Frankreich unterstützt. Es handelte sich dabei um einen Bürgerkrieg, in dem die Kuruzen gegen kaiserliche Truppen sowie gegen pro-habsburgische Adlige und Städte kämpften. Eine andere Folge war die Einführung eines achtköpfigen Rats, bestehend aus vier Ungarn und vier Österreichern, unter Johann Kaspar Ambringen als autoritäre Regierung im habsburgischen Ungarn im Jahre 1673. Das Königliche Ungarn wurde zu einer habsburgischen Provinz erklärt, das traditionelle Amt des Palatins, die höchste Funktion im Königlichen Ungarn, der Landtag sowie die ganze Verfassung wurden aufgehoben. Im Religionsbereich hatte der gescheiterte Feldzug eine neue Welle der aggressiven Verfolgung von Protestanten zur Folge. 1673/74 fand am Sondergericht von Pressburg ein riesiges Verfahren gegen die Evangelischen statt.

### Aufstand von Emmerich Thököly
Seit 1677 nahm auch der evangelische Adelige Emmerich Thököly, der 1670 aus der Arwa-Burg seines Vaters Stephan Thököly geflohene Neffe von István Petróczy, an dem Kuruzenaufstand teil. Im Oktober 1677 schlugen polnische Truppen im Dienste Frankreichs die habsburgischen Truppen im Komitat Máramaros im heutigen Rumänien, was die Kuruzen veranlasste, statt des Partisanenkriegs von Siebenbürgen aus einen neuen Feldzug zu beginnen. Dieser leitete den Aufstand von Emmerich Thököly (1678–1687) ein. Den Kern der Kuruzen bildeten zur Zeit des auch als „slowakischer König“ oder „Kuruzenkönig“ bezeichneten Thökölys, ehemalige Grenzsoldaten sowie zahlreiche zweifelhafte Personen, die sich der zivilen Bevölkerung gegenüber schlimmer verhielten als die Türken, die große Teile des heutigen Ungarn besetzt hielten. 1680 eroberten die Kuruzen mit Ausnahme gut befestigter Städte wie Pressburg das gesamte Oberungarn und einen Teil Mährens.
Thökölys Erfolge sowie ein bevorstehender Krieg gegen die Türken zwangen den Kaiser den achtköpfigen Regierungsrat von 1673 aufzuheben und 1681 in Ödenburg den ungarischen Landtag wieder einzuberufen. Der seit 1681 auch von den Türken unterstützte Thököly wurde 1682 von den Türken zum König Oberungarns, das heißt der Slowakei, erklärt. Sein Fürstentum (1682–1685) reichte im Westen bis zum Fluss Waag. Der von den Türken unterstützte Aufstand Thökölys deckte sich in seiner letzten Phase mit dem Großen Türkenkrieg (1683–1699) zwischen den Habsburgern und den Türken. Viele Kuruzen kämpften in der türkischen Armee und nahmen an der zweiten Türkenbelagerung Wiens teil. Nach der Niederlage der Türken vor Wien am 12. September 1683 endete langsam Thökölys Aufstand. Nachdem bekannt geworden war, dass die Türken Thököly 1685 inhaftiert hatten, weil sie ihn als den Verursacher des Großen Türkenkriegs betrachteten, verloren die Kuruzen im selben Jahr ihre Hauptstadt Kaschau. 1688 fiel schließlich die Festung von Mukatschewo in der heutigen Ukraine unter der Führung von Thökölys Frau Helena Zrinska als letzte Kuruzen-Festung in die Hände der Kaiserlichen.
Als Folge des Aufstands Thökölys wurden 1687 nach dem „Eperieser Blutgericht“ 24 Personen, die letzten Anhänger Thökölys, aber auch unschuldige Protestanten, öffentlich hingerichtet. Vorsitzender des Tribunals war Generalkriegskommissar Antonio von Caraffa, der zum Teil eine Verschwörung erfand, um an das Geld der Verurteilten zu kommen. Der Kaiser löste das Gericht anschließend schnell auf.

### Kleinere Aufstände
In den Folgejahren ging die Auseinandersetzung um die Restaurierung des politischen und gesellschaftlichen Systems im Königlichen Ungarn weiter, darunter der Aufstand von Franz II. Rákóczi. 1697 brach in der Stadt Eperjes ein neuer kleiner Kuruzenaufstand aus, der sich dann in die Komitate Komitat Sáros und Komitat Semplin ausbreitete. In der Gegend von Tokaj ging es konkret um die Steuerfreiheit des Weinanbaus. Aber die Armee schlug den Aufstand schnell nieder.

### Aufstand von Franz II. Rákóczi
1703–1711 folgte der große Aufstand von Franz II. Rákóczi, mit dem die Kuruzenaufstände 1711 endeten.

## Film
Als ungarische Fernsehserie von 1963 (Kapitän Tenkes, ungarisch A Tenkes kapitánya) wurden die Eignisse nach dem gleichnamigen Abenteuerroman von Ferenc Örsi (1927–1994) in Szene gesetzt. (13 Folgen (je ca. 25 min)).
Eine Compilation ist auch als Kinofassung gezeigt worden.

## Theater
Lutz Hillmann: „Der Kapitän vom Tenkesberg“, am 28. Juni 2007 in Bautzen als Theaterstück uraufgeführt.